# فلای۵۴۰
فلای۵۴۰ (به انگلیسی: Fly540) یک شرکت هواپیمایی با کد یاتا 5H است که در ۲۰۰۶ میلادی تأسیس شده‌است. دفتر مرکزی فلای۵۴۰ در نایروبی، کنیا واقع شده‌است و قطب این شرکت هواپیمایی در فرودگاه بین‌المللی جومو کنیاتا قرار دارد و به ۱۶ مقصد، پرواز انجام می‌دهد.